# Tritonova truba
Tritonova truba (lat. Charonia) je rod velikih morskih puževa. Sve vrste roda imaju izduljeni vretenasti oblik, veliki otvor i ovalan poklopac. Školjke mogu narasti preko 50 cm dužine, a puž do 1 kg mase. Uz puža bačvaša najveći su puževi u Jadranu.

## Etimologija
Ime roda povezano je s grčkim bogom Tritonom, sinom boga mora Posejdona, koji je često prikazivan kako puše u školjku sličnu vrstama ovog roda.

## Vrste
Nekoliko sličnih vrsta razlikuju se po detaljima ljušture (C. lampas, C.lampas lampas, C.tritonis, C.tritonis variegate, C. variegate).
- Charonia tritonis
- Charonia variegata
- Charonia lampas

## Izlov i zaštita
Izlov puža zbog njegove školjke ima posljedice na ekosustav. Puževi roda tritonova truba hrane se morskim zvijezdama i njihov prekomjeran izlov jedan je od mogućih uzroka epidemije morskih zvijezda koje u Tihom oceanu uništavaju koraljne grebene. U Guamu i na Filipinima zbog prekomjernog izlova postali su rijetki.
U Jadranu spadaju u zaštićene vrste i vađenje ovih puževa iz mora kažnjivo je novčanom kaznom.